# 仁山車站
仁山車站 （日语：／ Niyama eki */?）是一由北海道旅客鐵道（JR北海道）所經營的鐵路車站，位於日本北海道龜田郡七飯町，是JR北海道函館本線沿線的一個無人車站。仁山車站屬於JR北海道函館支社的管理範圍，並由七飯車站代為管理。
仁山車站在1936年初設時，原本只是個號誌站（信号場），在1943年時升格為臨時車站（仮乗降場），直到1987年4月1日時，才在日本國鐵分割民營化、車站劃歸JR北海道繼承管理的同時，升級為正式的客運車站。
站名沿自所在地名，有一說法是來自阿伊努語中的（ni-yam）（木、栗山），但相關說法仍有待考證。

## 車站結構

### 站房
木建單層站房一座。左側為已停用的站務室及職員留宿處，右側為候車大堂，設有候車座椅。站房外亦月簡易式洗手間。

### 月台
對向式月台2面2線的地面車站。可進行列車交會的交會站。各月台以站舍側下行線月台中央部分與對向側上行線月台北側的站內平交道聯絡。上下行各設有1線安全側線。
| 月台 | 路線      | 方向 | 方向           |
| ---- | --------- | ---- | -------------- |
| 1    | ■函館本線 | 下行 | 森、長萬部方向 |
| 2    | ■函館本線 | 上行 | 函館方向       |

## 相鄰車站
北海道旅客鐵道（JR北海道）
■函館本線（本線）
■特急「北斗」
通過
■普通
新函館北斗（H70）－仁山（H69）－大沼（H68）

## 外部連結
- JR北海道仁山站 （页面存档备份，存于）